# MITRE
Pour les articles homonymes, voir Mitre (homonymie).
MITRE est une organisation à but non lucratif américaine dont l'objectif est de travailler pour l'intérêt public. Ses domaines d'intervention sont l'ingénierie des systèmes, la technologie de l'information, les concepts opérationnels, et la modernisation des entreprises.

## Activités
MITRE gère trois centres de recherche et développement financés par le gouvernement fédéral :
- un pour le département de la Défense (« DOD Command, Control, Communications and Intelligence FFRDC ») ;
- un pour la Federal Aviation Administration (the Center for Advanced Aviation System Development) ;
- et un pour l'Internal Revenue Service (the Center for Enterprise Modernization).

MITRE a aussi son propre programme indépendant de recherche et développement qui explore de nouvelles technologies et de nouveaux usages des technologies pour résoudre les problèmes de ses sponsors dans le court terme et dans l'avenir.

## Histoire
MITRE a été fondé en 1958 sous la houlette de C. W. Halligan, en vue de fournir des orientations générales aux compagnies et aux personnels impliqués dans le projet Semi-Automatic Ground Environment (SAGE). La plupart des premiers employés venaient du Lincoln Laboratory au Massachusetts Institute of Technology, où SAGE était développé. En avril 1959, un site a été acheté à Bedford, au Massachusetts, pour mettre en place le propre centre de MITRE, qu'ils ont occupé en septembre.
MITRE a assisté le département de la Défense lors du passage informatique à l'an 2000 (Y2K) pour les analyses de risque.
En avril 2025, elle a du licencier 442 employés suite a l'arrêt de contrats gouvernementaux par le DOGE.

## Produits développés

### Common Attack Pattern Enumeration and Classification
Common Attack Pattern Enumeration and Classification ou CAPEC (énumération et classification des motifs d'attaque communs) est une liste des attaques les plus répandues ayant pour cible les logiciels. Cette liste est maintenue par MITRE, le projet étant soutenu par la National Cyber Security Division et le département de la Sécurité intérieure des États-Unis.
Cette liste a été pensée pour que les développeurs puissent se mettre dans la perspective d'un attaquant exploitant les vulnérabilités d'un logiciel et mettent en œuvre, à partir de cette connaissance, les défenses appropriées.